# Mansfield (Dakota del Sud)
Mansfield è un census-designated place (CDP) degli Stati Uniti d'America, situato in Dakota del Sud, diviso tra la contea di Brown e la contea di Spink.